# 傅堅白
傅坚白（？—？），吉林扶余人。中华民国政治学家、政治人物。

## 生平
民国二十一年（1932年）9月1日，中国政治学会在南京国立中央大学大礼堂会议厅召开成立大会，杭立武任大会主席。中国政治学会的发起人共45人：高一涵、刘师舜、杨杏佛、陈逸凡、陈石孚、萨孟武、梅思平、田炯锦、钱昌照、谭绍华、程天放、端木恺、杨公达、李迪俊、马约、陈经远、马文焕、雷震、向理澜、李圣五、刘乃诚、周鲠生、王世杰、时昭瀛、皮皓白、卢锡荣、罗隆基、吴颂皋、远道丰、唐良礼、章澜若、刘崇本、陈希孟、张奚若、钱端升、萧公权、陶希圣、张慰慈、吴之椿、浦薛凤、徐俶希、梁朝威、张忠绂、傅坚白、杭立武。
1947年3月1日，傅坚白任国民政府立法院第四届立法委员。